# Râul Tămășeni
Râul Tămășeni este un curs de apă, afluent al râului Siret. 